# Claudia Harrison
 Claudia Harrison (Claygate, Surrey, Reino Unido, 1 de enero de 1976) es una actriz de teatro y televisión británica. Ella interpreta a la princesa Ana del Reino Unido en la quinta y sexta temporada de la serie dramática The Crown. 

## Biografía
Nació en el condado de Claygate, en la región de Surrey, de padres granjeros.

### Vida personal
Está casada con un granjero y tiene 2 hijos.

### Carrera
- The IT Crowd
- Humans
- Midsomer Murders [3]